# Pulur Çayı
Der Pulur Çayı (auch Ömertepe Suyu) ist ein linker Nebenfluss des Karasu in Ostanatolien.
Der Pulur Çayı entspringt am Tabye Dağı westlich des Palandöken Dağı. Er fließt in überwiegend nördlicher Richtung und mündet schließlich 15 km westlich der Provinzhauptstadt Erzurum bei Aziziye in den nach Westen strömenden Karasu.
Der Pulur Çayı hat eine Länge von 43 km. Er entwässert ein Areal von 526 km². Der mittlere Abfluss beträgt 2 m³/s. Am Fluss kommt es immer wieder zu Hochwasserereignissen.